# Мужская сборная Узбекистана по хоккею на траве
Мужская сборная Узбекистана по хоккею на траве — национальная команда по хоккею на траве, представляющая Узбекистан в международных соревнованиях. Управляется Федерацией хоккея на траве Узбекистана.

## История
Мужской хоккей на траве в Узбекской ССР был менее успешным, чем женский, однако команды «Мехнат», «Андижанец» и «Звезда» четыре раза становились призёрами чемпионата СССР.
После распада Советского Союза была сформирована мужская сборная Узбекистана. К 2020 году она ни разу не участвовала в крупнейших международных и континентальных турнирах.
В 2019 году сборная Узбекистана выступила в первом розыгрыше Хоккейной серии ФИХ — турнира для команд, которые не участвуют в Про Лиге ФИХ, где играют сильнейшие сборные мира. В Бхубанешваре на групповом этапе узбекистанские хоккеисты проиграли сборным Польши (0:4), России (1:12) и Индии (0:10). Единственный мяч забил Хакимбой Хакимов. В матче за 7-8-е места сборная Узбекистана уступила Мексике (3:4).
Сборная Узбекистана четырежды участвовала в Кубке Азиатской федерации хоккея на траве. В 1997, 2012 и 2016 годах она заняла 5-е место, в 2008 году — 6-е.
В индорхоккее сборная Узбекистана добилась высоких результатов на континентальном уровне. На её счету пять медалей чемпионата Азии: серебро в 2012 году, бронза в 2008, 2009, 2010 и 2015 годах. В 2017 и 2019 годах узбекистанские хоккеисты заняли 4-е место.

## Результаты выступлений

### Хоккейная серия ФИХ
- 2019 — 7-е место

### Кубок АХФ
- 1997 — 5-е место
- 2002 — не участвовали
- 2008 — 6-е место
- 2012 — 5-е место
- 2016 — 5-е место

### Чемпионат Азии по индорхоккею
- 2008 —
- 2009 —
- 2010 —
- 2012 —
- 2014 — не участвовали
- 2015 —
- 2017 — 4-е место
- 2019 — 4-е место